# Acanthopagrus vagus
Acanthopagrus vagus är en fiskart som först beskrevs av Peters 1852.  Acanthopagrus vagus ingår i släktet Acanthopagrus och familjen havsrudefiskar. Inga underarter finns listade i Catalogue of Life.